# Михайловка (Ложниковское сельское поселение)
Ми́хайловка — деревня в Тарском районе Омской области России. Входит в состав Ложниковского сельского поселения.

## История
Основана в 1906 году. В 1928 году посёлок Михайловский состоял из 11 хозяйств, основное население — финны. В административном отношении — в составе Вставского сельсовета Знаменского района Тарского округа Сибирского края.

## Население
| 1926 | 2002 | 2010 |
| ---- | ---- | ---- |
| 54   | ↗141 | ↘101 |

Национальный состав
Согласно результатам переписи 2002 года 47 % населения составляли русские и 45 % — эстонцы.